# استان ایمپریا

استان ایمپریا (به ایتالیایی: Provincia di Imperia) از استان‌های کشور ایتالیا است. استان ایمپریا در شمال غرب این کشور قرار دارد. مرکز این استان شهر ایمپریا و زیرمجموعه ناحیه لیگوریا می‌باشد. مساحت این استان ۱٬۱۵۶ کیلومتر مربع و جمعیت آن ۲۲۰٬۲۱۷  نفر است.
محصولات کشاورزی آن شامل گل های زینتی و روغن زیتون میباشد. 
تاجیا ، بوردیگرا و اوسپدالتی از مهمترین مراکز پرورش گل و گیاهان زینتی هستند. 
همچنین سواحل آفتابی مدیترانه و کنسرت های موسیقی از جاذبه‌های گردشگری آن هستند. 